# 科學月刊
《科學月刊》是在臺灣發行的一套介紹今日各科科學的月刊。擁有五十多年歷史的《科學月刊》於1970年1月1日正式出版。當時，一群留美的台灣學生，以「引介新知、啟發民智」為己任，興辦這份科學雜誌。

## 《科學月刊》簡介
《科學月刊》（Science Monthly）由臺北市科學出版事業基金會發行，是臺灣通俗科學界自編的代表性刊物，由林孝信與李怡嚴等人於1970年1月1日創刊，迄今從未缺期，為臺灣市面上發行超過五十年的屈指可數的月刊之一。其發行對象主要是高中以上的學生，內容涵括自然科學、應用科學與數學。
《科學月刊》的姊妹刊物《科技報導》（SciTech Reports），係周成功於1981年10月創辦，每月15日發刊，內容以報導與評論為主，免費贈送臺灣科學技術界從業人員。初期設定的尺寸為26 X 37.5公分，後於2020年1月號起改為21 X 28公分。
科學月刊社於1971迄1974年間，由台北市科學出版基金會科學圖書社出版《科學選粹》系列圖書二十一種；於1984迄1986年間，由台北市科學出版基金會出版部出版《科學月刊叢書》九種，於1985及1986年復出版《現代生物》各一種；於1985迄1986年間，與正中書局合作出版《學生科學叢書》六十種；於1999年與天下遠見出版合作出版《諾貝爾的榮耀》一套三冊，2005年補正再版；自2011年起，與臺灣商務印書館合作出版《商務科普館》系列叢書；於2016年與八旗文化合作出版《諾貝爾獎2005-2015》一套三冊。
《科學月刊》歷年獲得的重要榮譽與獎勵列如下表：
| 年份       | 獎勵單位             | 獲獎名稱                                     |
| ---------- | -------------------- | -------------------------------------------- |
| 1976       | 行政院新聞局         | 第一屆金鼎獎──優良雜誌獎                     |
| 1984       | 行政院新聞局         | 第九屆金鼎獎──科學技術類優良雜誌獎           |
| 1986       | 行政院新聞局         | 第十一屆金鼎獎──科學技術類優良雜誌獎         |
| 1981〜1988 | 教育部               | 獎勵自然及應用科學類學術性刊物               |
| 1990       | 行政院新聞局         | 第十五屆金鼎獎──科學技術類雜誌出版獎         |
| 1990       | 教育部               | 獎勵期刊丙類（增進一般大眾知識之通俗性刊物） |
| 1991〜1996 | 教育部               | 優良期刊獎（增進一般大眾知識之通俗性刊物）   |
| 2007       | 行政院新聞局         | 金鼎三十「老字號金招牌」資優出版事業特別獎   |
| 2013       | 世界華人科普作家協會 | 第一屆世界華人科普獎──科普期刊類金獎         |
| 2020       | 行政院文化部         | 第四十四屆金鼎獎──雜誌類學習類獎             |
| 2022       | 林堉璘宏泰教育基金會 | 第六屆台灣奉獻鼓勵獎                         |
| 2024       | 行政院文化部         | 第四十八屆金鼎獎──雜誌類主編獎               |
| 2024       | 富邦文教基金會       | 第五屆蔡萬才台灣貢獻獎                       |

## 《科學月刊》的創辦
《科學月刊》的前身是《新生報．中學生科學週刊》，於1965年5月2日創刊，由當時國立臺灣大學物理學系三年級學生林孝信發起，邀集理學院同學共同參與。起初林孝信是社長，他畢業服役後，由物理學系低一屆的林英琛接棒。下設編輯委員會，由數學系的同學王凱，施光彥及化學糸同學劉興後負責找稿、審稿等工作。當時新生報有加印單頁，免費送給台北市的一些高中。作者以台大為主，也有一些其他學校的，包括國立臺灣師範大學理學院的同學們供稿，延續到1967年2月27日為止，共出刊八十三期。
1969年的2月，林孝信當時在美國芝加哥大學當第二年的研究生，有感於臺灣科學教育落後而留學生思想分歧，與賴昭正、曹亮吉、李怡嚴、劉源俊及散於各地的同學、友人商議後，決定發起結合留學生共同為臺灣出版《科學月刊》。1969年3月發出《科學月刊簡報》第一期，發起信由李怡嚴、吳力弓、林孝信、劉源俊、洪秀雄、徐均琴、陳宏光、賴昭正、曹亮吉、許景盛、勞國輝十一人具名。
1969年5月發出的第二期《簡報》決定各分組負責人及各地區聯絡人，請王渝當修辭編輯，又決定先出第零期試印本──稿件在芝加哥收集後，由李怡嚴及楊國樞在臺灣負責出版。1969年9月15日第零期出版（列有共同發起人國內外共一百零四人），受到各界好評，於是美國與臺灣兩方面分頭緊鑼密鼓籌備創刊事宜。1970年1月1日，《科學月刊》在臺北市創刊。其後，每期稿件由芝加哥聯絡中心彙集整理，寄到臺北。在臺灣的印行工作主要由李怡嚴、宓世森、石資民、石育民等人負責。
為討論出版《科學月刊》出版事宜，除每星期從芝加哥聯絡中心發出一份《科學月刊工作通報》外，自1970年4月17日起，每月月中的那一期《工作通報》訂為「討論號」，由各地聯絡員輪流主辦。於是，《科學月刊》在美國各地建立了一個廣大的聯絡網。
1970年底，美國留學生界發生保衛釣魚台運動，許多留學生積極參與，於是《科學月刊》的聯絡網鬆散，國內外的聯絡也中斷。面臨這一危機，所幸當時在李怡嚴擔綱，張昭鼎、黃仲嘉、楊覺民、陳國成、石育民、石資民、劉凱申、宓世森、陳讚煌、王亢沛、劉廣定、徐道寧、胡芷江諸人的協助下，《科學月刊》的重心成功從美國移到了臺灣，其間約有半年的過渡期。這時，臺北市科學出版事業基金會也已成立，成為《科學月刊》的後盾。

## 《科學月刊》的經營
《科學月刊》創刊時向行政院新聞局登記為雜誌社，自1970年12月臺北市科學出版事業基金會成立後隸屬於該基金會。基金會成立之初置董事十一人，後減為九人，定期改選三分之一；負責重大決策，通過預決算及聘免重要負責人。社長（理事長）召集社務委員會（理事會）會議，對外代表科學月刊社，並負責經營及社內人事；總編輯組成編輯委員會，負責《科學月刊》與《科技報導》兩刊物之內容及編輯。
科學月刊社是一群熱心科學教育的知識份子組成，共同為理想奮鬥，「沒有老闆」是其特色。成員來自各方，集思廣益；各人量力而為，前仆後繼。只有意見與貢獻，沒有爭權與營利。
《科學月刊》創刊之初定價低廉，強調靠募款支持，後來數度遭遇經營危機；幸賴共同努力，克服艱困，終於在1990年代起站穩腳步。1970年創刊時社址暫寄於臺北市光復南路巷內宓世森宅，後沿光復南路兩度遷移；1973年初遷至八德路一段工專書局後間，又在附近數經搬遷。1977年2月張昭鼎提供雲和街四樓公寓自宅作社址；1982年董事會決定以正中書局出版《學生科學叢書》稿費購置羅斯福路四段十一樓房舍，10月遷入新址。1987年3月社址復遷至董事何壽川免費提供的重慶南路二段十樓部分房舍（後又遷至九樓），原址出租。1990年11月遷回羅斯福路四段十一樓，直至2018年出售。並於2018年6月搬遷至羅斯福路三段七十七號七樓迄今。
基金會歷任董事長的名單列如下表：
| 李怡嚴 | 1970〜1972 | 劉源俊                       | 1999〜2002                   |                              |                              |
| 張昭鼎 | 1973〜1993 | 周延鑫                       | 2002〜2006                   |                              |                              |
| 王亢沛 | 1993〜1995 | 劉源俊                       | 2006〜                       |                              |                              |
| 劉廣定 | 1996〜1999 | （秘書：宓世森，1984〜2012） | （秘書：宓世森，1984〜2012） | （秘書：宓世森，1984〜2012） | （秘書：宓世森，1984〜2012） |

科學月刊社歷年的負責人名單列如下表（1970年4月之後為社長/副社長，1995年8月之後為理事長/副理事長）：
| 姓名   | 在任期間   | 姓名                 | 在任期間   | 姓名   | 在任期間 |
| ------ | ---------- | -------------------- | ---------- | ------ | -------- |
| 李怡嚴 | 1969〜1970 | 劉源俊               | 1987〜1988 | 曾耀寰 | 2015〜   |
| 劉凱申 | 1970       | 張昭鼎/劉源俊        | 1989〜1990 |        |          |
| 宓世森 | 1971       | 張昭鼎/周成功 毛玉麟 | 1990〜1991 |        |          |
| 王重宗 | 1971〜1972 | 張昭鼎/姜善鑫 袁家元 | 1991〜1993 |        |          |
| 石資民 | 1973〜1975 | 劉源俊/姜善鑫 魏哲和 | 1993〜1994 |        |          |
| 劉源俊 | 1976〜1978 | 劉源俊/周延鑫 曾憲政 | 1994〜1995 |        |          |
| 盧志遠 | 1978〜1982 | 劉源俊/周成功        | 1995〜1997 |        |          |
| 周成功 | 1982〜1983 | 周延鑫/程樹德        | 1997〜1999 |        |          |
| 曹亮吉 | 1983〜1984 | 羅時成               | 1999〜2002 |        |          |
| 周成功 | 1984〜1985 | 洪裕宏               | 2002〜2003 |        |          |
| 劉源俊 | 1985〜1986 | 林基興               | 2004〜2012 |        |          |
| 曹亮吉 | 1986〜1987 | 程一駿               | 2012〜2015 |        |          |

《科學月刊》歷任總編輯/副總編輯名單列如下表：
| 姓名                          | 在任期間                   | 姓名                  | 在任期間      | 姓名                          | 在任期間         |
| ----------------------------- | -------------------------- | --------------------- | ------------- | ----------------------------- | ---------------- |
| 林孝信                        | 1969〜1971                 | 江晃榮/謝瀛春         | 1984〜1985    | 蔡孟利/黃向文                 | 2015.09〜2016.02 |
| 石育民                        | 1971                       | 謝瀛春                | 1985〜1988    | 蔡孟利/黃向文、李志昌         | 2016.03〜2016.06 |
| 黃仲嘉/王亢沛                 | 1971〜1972                 | 劉源俊/江才健         | 1988〜1989    | 蔡孟利/李志昌、林宮玄、林翰佐 | 2016.07〜2016.08 |
| 王亢沛                        | 1972〜1973                 | 劉康克                | 1989〜1990    | 蔡孟利/林宮玄、林翰佐         | 2016.09〜2017.03 |
| 劉源俊                        | 1973〜1974                 | 姜善鑫                | 1990〜1993    | 蔡孟利/林宮玄、林翰佐、張敏娟 | 2017.04〜2017.05 |
| 劉源俊/張之傑                 | 1974〜1976                 | 郭中一                | 1993〜1997    | 林翰佐/林宮玄、張敏娟         | 2017.06〜2018.04 |
| （輪值）/張之傑               | 1976〜1977                 | 張之傑（代理）        | 1997〜1997.10 | 林翰佐/林宮玄、張敏娟、趙軒翎 | 2018.05〜2018.06 |
| （輪值）/謝瀛春 賴昭正/謝瀛春 | 1976〜1978 1977.08-1977.09 | 羅時成                | 1997.11〜1999 | 林翰佐/陳妙嫻、蔡政修、趙軒翎 | 2018.07~2019.07  |
| 謝瀛春                        | 1978                       | 程樹德                | 1999〜2002    | 林翰佐/蔡政修、趙軒翎         | 2019.08~2021.07  |
| 劉源俊                        | 1978                       | 張之傑/曾耀寰         | 2002〜2004    | 林翰佐/趙軒翎                 | 2021.08~2022.02  |
| 任秀姍                        | 1978〜1979                 | 林基興/曾耀寰         | 2004〜2011    | 林翰佐/趙軒翎、李依庭         | 2022.03~         |
| 劉源俊                        | 1979                       | 王文竹/曾耀寰         | 2011〜2013    |                               |                  |
| 曾惠中                        | 1979〜1984                 | 曾耀寰/蔡孟利         | 2013〜2014    |                               |                  |
| 江晃榮                        | 1984                       | 曾耀寰/蔡孟利、黃向文 | 2014〜2015.08 |                               |                  |

《科學月刊》編輯委員名單列如下表：
| 在任期間 | 名單 |
| -------- | --- |
| 2023.10~ | 王文竹、王伯昌、曲建仲、李志昌、李精益、阮明淑、周鑑恆、林秀玉、林宮玄、邱韻如、金升光、金必耀、門中立、紀延平、范賢娟、倪簡白、高啟明、高憲章、張大釗、張敏娟、陳妙嫻、陳彥榮、陳鎮東、陳藹然、單維彰、景鴻鑫、曾耀寰、程一駿、程樹德、黃正球、黃相輔、楊正澤、葉李華、廖英凱、管永恕、劉宗平、蔡兆陽、蔡孟利、蔡振家、鄭宇君、鄭運鴻、鄭宜帆、韓德生、嚴如玉、嚴宏洋、蘇逸平 |

### 調查台大學術造假風波
2016年台大有11篇論文在匿名科學論文網站PubPeer被人質疑造假，科學月刊開始進行長期的追蹤報導。

## 《科學月刊》的形式與內容
《科學月刊》1970年創刊時內文的形式是十六開版模造紙套色72頁，後來考慮成本改為不套色，1981年增為80頁，1991年放大字體並調整版面，1995年再擴為88頁又改變字體與版面，1997年1月加大為菊八開版，2003年又恢復80頁，2004年10月改用雪面銅板紙。遇特殊情況時增頁或加彩色頁。
1970年創刊時用活字排版印刷，後來為節省開支改為打字機排版平版印刷，1989年起改為用桌上型電腦排版平版印刷（1989年用PC排版，1995年改用Mac，2013年起復改用PC）。
早期數學、物理、化學方面的內容較重，後來生命科學、地球科學、環境科學、工程科學的內容逐漸增多，並加強本土題材及本土科學研究的報導。到前二十年後期，已樹立「植根本土、放眼國際」的風格。早期許多文章是翻譯的，1990年代起，幾乎都改為作者自撰。
至於專欄的演變，創刊初期的專欄有「教學心得」、「門外漢」、「讀者信箱」、「書評」、「人物傳記」、「益智益囊集」等；後來有「昨天、今天、明天」、「科學走廊」。1974年起有「評論」、「封面故事」、「一月紀聞」，延續迄今。曾有過的專欄有：「科學新粹」、「大家談科學」、「實驗以驗實」、「科技與文明」、「通思集」、「面線的世界」、「科學教室」、「科學小品」等等。近年則有：「紙上專討會」、「數‧生活與學習」、「昆蟲與人」、「咱的海」、「中研院點將錄」、「科學大觀園」、「高中生了沒」等等。
2013年開始有著重補充高中自然科學課程的專欄，例如「言之有物」針對物理科，「談天說地」針對地球科學；2014年還將針對化學和生物開闢相關專欄；加上原有的「數‧生活與學習」，希能全面輔助高中自然科課程。此外，「科學教育我有話說」則針對高中課綱與教學作評論。
1983年的「科學與人文」到了1985年演變為「科學、人文與科學史」，中斷若干年後，1989演變為「科學史與科學哲學」，後來又演變為「科學史話」。
1983年介紹分子生物學新知的「突破/展望」到了1986年改為「現代生物學1986」，後來每卷改用新的年份。
1972年12月號的「癌症專號」是《科學月刊》的第一個專輯。1986年11月開始，每個月都推出一個專輯。1990年開始改為每兩個月推出一個專輯。近年則每期都有一專輯，並以「封面故事」方式呈現。
2015年1月號起，《科學月刊》改版為21 X 28公分，內頁全彩印刷。並因應十二年國教選修課程，規劃一系列高中科學專欄，包含「解．數」、「理．物」、「生．動」、「變．化」、「天．地」和「就是那道光」等六個專欄。「就是那道光」專欄於2015年12月結束。2019年1月起，專欄名稱改為「數不勝數」、「格物致知」、「物換星移」、「生生不息」、「潛移默化」、「前瞻未來」。

## 外部連結
- 《科學月刊》網站 （页面存档备份，存于）
- 《科學月刊》官方部落格 （页面存档备份，存于）
- 科學月刊五十年大全 （页面存档备份，存于）